# Пиевебовиляна
Пиевебовиля̀на (на италиански: Pievebovigliana, на местен диалект la Piè, ла Пие) е село в Централна Италия, община Валфорначе, провинция Мачерата, регион Марке. Разположено е на 439 m надморска височина.